# Kleinhirnbrückenwinkel
Als Kleinhirnbrückenwinkel (Angulus pontocerebellaris) wird eine nischenartige Vertiefung an der hinteren Hirnbasis bezeichnet, die von den Kleinhirntonsillen und dem kaudalen Brückenrand bzw. verlängerten Mark des Hirnstamms begrenzt ist.

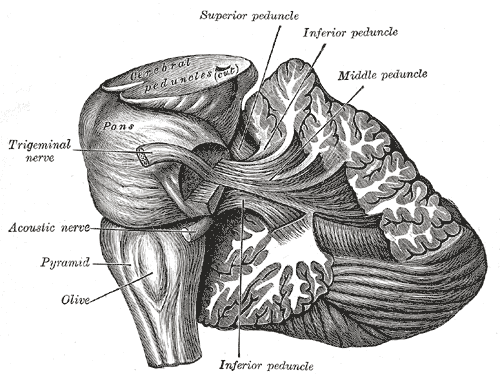
Kleinhirnbrückenwinkel mit Eintritt des VIII. Hirnnerven (stato)acusticus (das Kleinhirn ist teilweise abgetragen)

Im Kleinhirnbrückenwinkel verlaufen auf engem Raum an der Basis des Gehirns und in der hinteren Schädelgrube (Fossa cranii posterior) nahe der Felsenbeinpyramide gelegen die zentralen Anteile von mehreren Hirnnerven sowie zentrale Blutgefäße. Insbesondere durchziehen diesen Bereich der VII. (N. facialis) und der VIII. Hirnnerv (N. vestibulocochlearis), die im Kleinhirnbrückenwinkel zusammenlaufen, sowie die vordere und die hintere untere Kleinhirnarterie (Arteria inferior anterior cerebelli bzw. A. inf. posterior cerebelli), wie auch venöse Blutleiter (Sinus petrosi).
Krankhafte Prozesse im Kleinhirnbrückenwinkel führen häufig zu einer komplexen Symptomatik, die Funktionsausfälle der Hirnnerven (meist VII. und VIII.) und des Kleinhirns, wie auch Anzeichen eines erhöhten Hirndruckes beinhalten kann. Häufige Ursachen hierfür sind Raumforderungen, meistens ein Akustikusneurinom, seltener andere Tumoren, örtliche Entzündungsprozesse oder veränderte Gefäße.